# 297 (číslo)
Dvě stě devadesát sedm je přirozené číslo, které následuje po čísle dvě stě devadesát šest a předchází číslu dvě stě devadesát osm. Římskými číslicemi se zapisuje CCXCVII a řeckými číslicemi σϟζ.

## Matematika
297 je:
- Deficientní číslo
- Nešťastné číslo
- Příznivé číslo
- Desetiúhelníkové číslo

## Astronomie
- (297) Caecilia je planetka hlavního pásu, kterou objevil v roce 1890 Auguste Charlois

## Doprava
- Silnice II/297 je česká silnice II. třídy vedoucí na trase Čistá v Krkonoších – Janské Lázně – Svoboda nad Úpou[1]

## Ostatní
- +297 je mezinárodní telefonní předvolba Aruby

## Roky
- 297
- 297 př. n. l.